# Jednašeska ftvojom klube
Jednašeska ftvojom klube je EP bratislavské skupiny H16 vydané pod vydavatelstvím Hip-Hop.sk. EP je k dispozici i ve vinylové verzi, kde se nacházejí na jedné straně tři skladby a na druhé jejich hudební podklady bez rapu. O hudební produkci se postarali Grimaso, Jazzy, Opak, Otecko a Vec. Majk Spirit tehdy působil pod uměleckým jménem Dylema a Otecko pod jménem Kardinál Korec.

## Seznam skladeb (EP)
Na albu jsou tyto skladby.
1. "Intro" (produkce: Otecko; scratch: DJ Yanko Král)
2. "Jednašeska ftvojom klube" (produkce: Grimaso; text: Otecko, Cigo, Majk Spirit; scratch: DJ Yanko Král)
3. "Keď chytím mikrofón" (produkce: Vec; text: Otecko; scratch: Vec)
4. "Toe konec" (produkce: Jazzy; text: Majk Spirit; scratch: DJ Jazzy)
5. "Nech ti nejebe (Opak remix)" (produkce: Opak; text: Otecko, Majk Spirit; scratch: Viktor Hazard)
6. "Jednašeska ftvojom klube (radio)" (produkce: Grimaso; text: Otecko, Cigo, Majk Spirit; scratch: DJ Yanko Král)

## Seznam skladeb (Vinyl)
- Strana 1

1. "Jednašeska ftvojom klube" (produkce: Grimaso; text: Otecko, Cigo, Majk Spirit; scratch: DJ Yanko Král)
2. "Keď chytím mikrofón" (produkce: Vec; text: Otecko; scratch: Vec)
3. "Toe konec" (produkce: Jazzy; text: Majk Spirit; scratch: DJ Jazzy)

- Strana 2

1. "Jednašeska ftvojom klube (inštrumentál)" (produkce: Grimaso)
2. "Keď chytím mikrofón (inštrumentál)“" (produkce: Vec)
3. "Toe konec (inštrumentál)" (produkce: Jazzy)